# Richthof (Velburg)
Richthof ist ein Ortsteil der Stadt Velburg im Landkreis Neumarkt in der Oberpfalz in Bayern.

## Geographische Lage
Die Einöde liegt im Oberpfälzer Jura der Fränkischen Alb auf ca. 530 m über NHN und ist umgeben von Erhebungen bis zu ca. 600 m ü. NHN.

## Verkehr
Die Einöde ist zu erreichen über eine Gemeindeverbindungsstraße vom Velburger Ortsteil Oberweickenhof her.

## Ortsnamendeutung
Richthof bedeutet Hof, der durch Rodungsarbeit entstanden ist (riute, reut = Reutung, Ried).

## Geschichte
Der Richthof gehörte zur bayerischen Herrschaft Helfenberg, die von den Ehrenfelsern 1372/73 an den Pfalzgrafen Rupprecht veräußert wurde. 1772 war er nicht mehr bewohnt; die Grundstücke waren aufgeteilt unter Hofmann aus Oberweickenhof und Mürz aus Oberwiesenacker.
Im Königreich Bayern wurden mit dem zweiten Gemeindeedikt von 1818 Ruralgemeinden gebildet; der öd liegende Richthof gehörte zur Gemeinde Oberwiesenacker. 1830 heißt es, der Richthof sei vor wenigen Jahren neu erbaut worden. 1950 erscheint die Einöde als einer von neun Ortsteilen dieser Gemeinde. Hierbei blieb es bis zur Gebietsreform in Bayern, als die Gemeinde Oberwiesenacker am 1. Januar 1972 in die Stadt Velburg eingegliedert wurde. Seitdem ist Richthof ein amtlich benannter Ortsteil von Velburg.

### Einwohner- und Gebäudezahl
- 1836: 11 Einwohner, 1 Haus,[4]
- 1867: 14 Einwohner, 2 Gebäude,[5]
- 1871: 9 Einwohner, 3 Gebäude, im Jahr 1873 ein Großviehbestand von 2 Pferden und 15 Stück Rindvieh,[6]
- 1900: 10 Einwohner, 1 Wohngebäude,[7]
- 1925: 6 Einwohner, 1 Wohngebäude,[8]
- 1938: 10 Einwohner (Katholiken),[9]
- 1950: 9 Einwohner, 1 Wohngebäude,[10]
- 1987: 3 Einwohner, 1 Wohngebäude, 1 Wohnung.[11]

Auch heute ist für das Anwesen mit ca. 5 Gebäuden nur eine Hausnummer vergeben.

### Kirchliche Verhältnisse
Die Einöde gehört seit jeher zur katholischen Pfarrei St. Willibald in Oberwiesenacker im Bistum Eichstätt. Spätestens seit dem 19. Jahrhundert gingen die Kinder des Richthofs dorthin zur Schule; der Lehrer war um 1835 gleichzeitig Mesner.